# Najdangín Tüvšinbajar
Najdangín Tüvšinbajar (* 1. června 1984) je mongolský zápasník-judista, olympijský vítěz z roku 2008.

## Sportovní kariéra
Pochází z obce Sajchan vzdálené 500 km od hlavního města Ulánbátaru. Odmala se věnoval činnostem, kterým se mongolští (nomádští) chlapci věnují – jízda na koni, zápas (böch), lukostřelba. Do školy dojížděl denně 30 km na kole. Na střední škole byl přeborníkem v zápasu böch a v 18 letech se stal mistrem provincie Bulgan v tomto zápasnickém stylu. Po skončení střední školy se přesunul do Ulánbátaru, kde se seznámil s pravidly juda. Dostal se do tréninkového programu a v roce 2006 poprvé reprezentoval svojí zemi na významné akci.
V roce 2008 startoval na olympijských hrách v Pekingu. Kde na úvod dostal nalosovaného obhájce zlaté olympijské medaile Japonce Keidži Suzukiho. Z velkého jména si hlavu nelámal a po minutě ho útokem na nohy nabral na ramena a povalil na záda. Podobným způsobem se dostal až do finále a nakonec i celý turnaj vyhrál. Po olympijských hrách vyšlo najevo, že bojoval pod injekcemi tlumící bolest a záhy se podrobil operaci pravého kolene. Sezonu 2009 tak vynechal.
V roce 2010 IJF zavedla pravidlo zákazu útoku na nohy soupeře, aby přinutila judisty provádět klasické techniky. Judo totiž v té době připomínalo zápas ve volném stylu. Tyto změny se dotkly prakticky všech judistů, někteří dokonce ukončili kariéru. Tüvšinbajar se dokázal přizpůsobit a v roce 2012 se opět kvalifikoval na olympijské hry v Londýně. Probojoval se až do semifinále, kde se utkal s Jihokorejcem Hwang Hui-tem. Ujal se těsného vedení, ale při jednom z mnoha ne-waza si zlomil levé koleno. V zápalu boje souboj dokončil, ale do finále proti Rusu Chajbulajevovi nastoupil přes velké bolesti. Rus ho dlouho trápit nenechal a poslal technikou morote-seoi-nage na ippon. Získal stříbrnou olympijskou medaili. Na tatami se vrátil znovu až po roce. V roce 2016 startoval na olympijských hrách v Riu, ale napotřetí na olympijskou medaili nedosáhl. Jeho vystoupení v turnaji ukončil hned v úvodním kole Kubánec José Armenteros, který ho porazil na yuko technikou joko-guruma.

### Vítězství
- 2010 – 1× světový pohár (Ulánbátar)
- 2011 – 2× světový pohár (Budapešť, Čedžu)
- 2012 – 1× světový pohár (Paříž)
- 2013 – 1× světový pohár (Čedžu)
- 2015 – 1× světový pohár (Čching-tao)

## Výsledky
| Turnaj            | 2006           | 2007           | 2008           | 2009           | 2010           | 2011           | 2012           | 2013           | 2014           | 2015           | 2016           | 2017 |
| Turnaj            | 22             | 23             | 24             | 25             | 26             | 27             | 28             | 29             | 30             | 31             | 32             | 33   |
| Turnaj            | polotěžká váha | polotěžká váha | polotěžká váha | polotěžká váha | polotěžká váha | polotěžká váha | polotěžká váha | polotěžká váha | polotěžká váha | polotěžká váha | polotěžká váha |      |
| ----------------- | -------------- | -------------- | -------------- | -------------- | -------------- | -------------- | -------------- | -------------- | -------------- | -------------- | -------------- | ---- |
| Olympijské hry    |                |                | 1.             |                |                |                | 2.             |                |                |                | úč.            |      |
| Mistrovství světa |                | úč.            |                | —              | 5.             | úč.            |                | —              | úč.            | 7.             |                | 3.   |
| Asijské hry       | 5.             |                |                |                | 5.             |                |                |                | 1.             |                |                |      |
| Mistrovství Asie  |                | 2.             | 3.             | —              |                | 3.             | —              | —              |                | —              | 1.             | —    |